# National Museum of India
Il National Museum of India a Nuova Delhi è il più grande museo dell'India. Ospita al suo interno una grande varietà di oggetti a partire dalla preistoria fino a giungere all'arte moderna.
Il museo è in possesso di oltre 200.000 lavori, di origini indiane ed estere, e copre più di 5.000 anni di patrimonio culturale indiano.